# Люкас, Ринус
Маринюс (Ринус) Люкас (нидерл. Marinus "Rinus" Lucas; 13 октября 1892, Амстердам — 6 января 1975, там же) — нидерландский футболист, игравший на позиции левого крайнего нападающего, выступал за амстердамские команды «Блау-Вит» и «Аякс».
Начинал карьеру в «Блау-Вите», где также играл его старший брат. С 1911 по 1913 год выступал за команду РКА в чемпионате  Амстердамского футбольного союза. В 1914 году стал игроком «Аякса», в составе которого выиграл национальный кубок и чемпионат страны.

## Спортивная карьера
В сентябре 1910 года Ринус Люкас вступил в футбольный клуб «Блау-Вит». На тот момент он проживал на западе Амстердама по адресу Кинкерстрат 346. В основном составе клуба на позиции правого нападающего играл его старший брат Ян-Виллем, который также был судьёй в чемпионате Амстердамского футбольного союза. Ринус стал играть за третий состав «Блау-Вита», а в 1911 году перешёл в клуб РКА, который выступал в чемпионате Амстердама. В 1912 году вызывался во вторую сборную Амстердамского футбольного союза. В конце августа 1913 года Ринус вернулся обратно в «Блау-Вит» и стал играть в нападении за первую команду вместе с братом.
В 1914 году братья Люкас перешли в амстердамский «Аякс», которому предстояло провести сезон в экстренном чемпионате, организованном Футбольным союзом Нидерландов во время Первой мировой войны из-за мобилизации. Ринус дебютировал в клубе 4 октября в матче чемпионата против «Де Спартана», а 18 октября забил свой первый гол в ворота бывшей команды «Блау-Вит» — в той встрече победный гол был на счету его брата. В 6-м туре Люкас младший отметился дублем в матче с амстердамским ВРК. За два тура до окончания чемпионата «Аякс» гарантировал себе первое место в западной группе B, но из-за регламента чемпионата клуб не мог претендовать на повышение. Тем не менее, команда провела неофициальные стыковые матчи с клубом «Квик» из Гааги, который занял последнее место в западной группе чемпионата. В первом матче, состоявшемся 13 мая 1915 года, «Аякс» добился гостевой победы со счётом 2:4 — во втором тайме Люкас младший отметился голом. В ответной игре он вновь поразил ворота соперника, позволив команде дома на стадионе «Хет Хаутен» сыграть вничью 1:1.

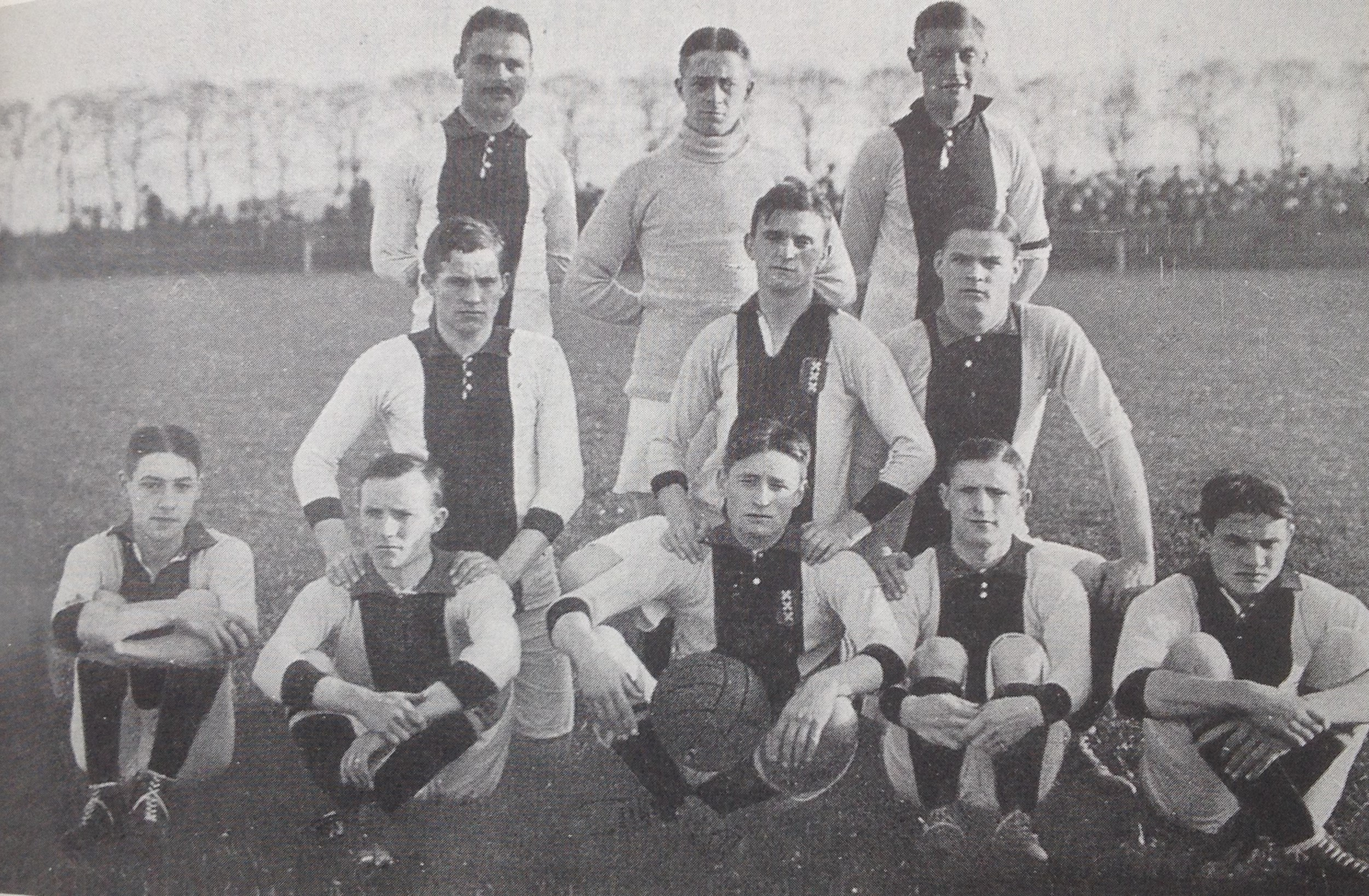
«Аякс» в сезоне 1914/15 — Ринус Люкас второй справа в нижнем ряду

В начале следующего сезона у «Аякса» появился новый главный тренер, им стал англичанин Джек Рейнолдс. Счёт своим голам в сезоне Ринус открыл в товарищеском матче против «Харлема», который завершился вничью — 3:3. 19 сентября он оформил дубль в первом туре чемпионата второго класса против «Аллен Вербара», и его голы помогли команде победить со счётом 2:0. В октябре Люкас младший отличился в матчах против «Виктории» и ВВА, а в ноябре забил пять голов, отличившись дублем в матче с «Аллен Вербар» и хет-триком в игре с «Викторией».
По итогам сезона 1915/16 он занял второе место среди бомбардиров клуба, уступив только Виму Гюпферту. В чемпионате второго класса «Аякс» занял первое место в западной группе C и первоначально должен был сыграть за чемпионский титул с победителями двух других западных групп — «Блау-Витом» и ДВС, а затем встретится с «Харлемом» за выход в первый класс. В первом матче «Аякс» обыграл «Блау-Вит» со счётом 2:0, однако следующий матч не состоялся, поскольку футбольный союз страны решил провести стыковой турнир с победителями западных групп второго класса и ещё одним участником, «Харлемом», который занял последнее место в западной группе первого класса. В первой игре турнира «Аякс» уступил команде ДВС, а в следующем матче сыграл вничью с «Блау-Витом» — после матча «Аякс» подал протест на результат, поскольку по их мнению судья не засчитал гол после удара Яна Гротмейера, но он был отклонён. В заключительном матче амстердамцы разгромили «Харлем» со счётом 5:1. Счёт на 30-й минуте после паса Тео Брокманна открыл Люкас младший, в начале второго тайма футболисты «Харлема» сравняли счёт, но спустя четыре минуты после гола Ринус вновь вывел свою команду вперёд. Во второй половине встречи подопечные Рейнолдса забили еще трижды. «Аякс» по итогам стыкового турнира занял второе место и остался во втором классе Нидерландов.
Следующий сезон стал успешным для «Аякса»: команда выиграла Кубок Нидерландов и смогла вернуться в первый класс Нидерландов. В первом матче чемпионата Ринус забил пять голов в ворота клуба ЛВВ. В течение сезона его команда не потерпела ни одного поражения в чемпионате — 13 побед и 1 ничья. «Аякс» финишировал на первой позиции в западной группе A второго класса и стал победителем турнира чемпионов своего региона, одержав три победы. 27 мая 1917 года Ринус отметился дублем в финале Кубка Нидерландов, в котором его команда разгромила клуб ВСВ со счётом 5:0 и впервые завоевала национальный кубок.
В первом туре чемпионата Нидерландов амстердамцы на выезде уступили команде ХВВ со счётом 2:1. Ринус принял участие в первых пяти матчах чемпионата и забил один гол во встрече с ХФК, который стал для его команды победным. После поражения от ДФК нападающий был раскритикован из-за низкой результативности, а уже в следующем матче его место занял Франс да Хан. В итоге Ринус был выведен из основного состава и в ноябре 1917 года отправлен до конца сезона во вторую команду «Аякса». В августе 1918 года было объявлено о его возвращении в состав «Блау-Вита».
В марте 1925 года Ринус сыграл за «Аякс» в матче приуроченном к 25-летию клуба. В 1928 году выступал за команду ветеранов «Аякса».

## Личная жизнь

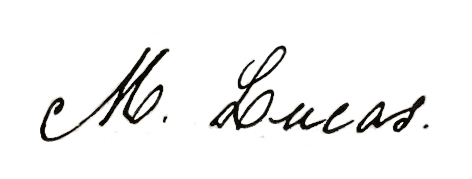
Автограф Ринуса Люкаса.

Маринюс родился в октябре 1892 года в Амстердаме в семье каменщика. Отец — Корнелис Люкас, мать — Тёнтье Мейер, оба родителя были родом из Амстердама. Помимо него, в семье было ещё семеро детей: сыновья Исаэк, Корнелис, Ян, Алберт и Ян-Виллем, дочери Хенритте и Нелтье Хелена.
Женился в возрасте двадцати шести лет — его избранницей стала 28-летняя Корнелия Филиппина Герарда Моддер, уроженка Амстердама. Их брак был зарегистрирован 27 июля 1919 года в Амстердаме. На момент женитьбы работал изготовителем мебели. В январе 1924 года у них родился сын по имени Йоханнес (умер в 1984 году).
Умер 6 января 1975 года в Амстердаме в возрасте 82 лет. Его супруга умерла в сентябре 1977 года в возрасте 86 лет.

## Статистика по сезонам
| Клуб | Сезон   | Чемпионат Нидерландов | Чемпионат Нидерландов | Кубок Нидерландов | Кубок Нидерландов | Прочие | Прочие | Итого | Итого |
| Клуб | Сезон   | Игры                  | Голы                  | Игры              | Голы              | Игры   | Голы   | Игры  | Голы  |
| ---- | ------- | --------------------- | --------------------- | ----------------- | ----------------- | ------ | ------ | ----- | ----- |
| Аякс | 1914/15 | 6                     | 6                     | ?                 | ?                 |        |        | 6     | 6     |
| Аякс | 1915/16 | 11                    | 14                    |                   |                   | 3      | 2      | 14    | 16    |
| Аякс | 1916/17 | 13                    | 16                    | 5                 | 5                 |        |        | 18    | 21    |
| Аякс | 1917/18 | 5                     | 1                     | ?                 | ?                 |        |        | 5     | 1     |
| Аякс | Итого   | 35+                   | 37+                   | 5+                | 5+                | 3      | 2      | 43+   | 44+   |

## Достижения
«Аякс»
- Чемпион Нидерландов: 1917/18
- Обладатель Кубка Нидерландов: 1916/17